# Янг, Роби
Реувен Янг (ивр. ראובן יאנג‎; род. 15 мая 1942, Хайфа) — израильский футболист, играл на позиции защитника. Бронзовый призёр Кубка Азии 1968 года. Обладатель Кубка Азии 1964 года.

## Биография

### Клубная карьера
Большую часть футбольной карьеры Янг играл за «Хапоэль» из Хайфы и долгие годы был основным игроком. В составе «Хапоэля» Янг выиграл два Кубка Израиля в 1963 и 1966 годах. Всего в чемпионате Израиля сыграл 196 матчей и забил 43 гола. 
С 1972 по 1973 год играл в США за «Нью-Йорк Космос» на правах аренды и стал чемпионом САФЛ.

### Карьера в сборной
В составе сборной Израиля Янг становился обладателем Кубка Азии 1964 года и завоевал бронзовые медали Кубка Азии 1968 года. 
Принимал участие на олимпийском турнире 1968 года, где сыграл в матче группового этапа со сборной Венгрии (0:2) и в 1/4 финале с сборными Болгарии, который был проигран по жребию. Всего за сборную Израиля сыграл 50 матчей и забил 8 голов.

## Достижения
«Хапоэль» (Хайфа)
- Обладатель Кубка Израиля (2): 1962/63, 1965/66

 «Нью-Йорк Космос»
- Чемпион САФЛ (1): 1972